# Санта Марија дел'Арцила (Пезаро и Урбино)
Санта Марија дел'Арцила је насеље у Италији у округу Пезаро и Урбино, региону Марке.
Према процени из 2011. у насељу је живело 329 становника. Насеље се налази на надморској висини од 57 м.